# Print Gocco
Print Gocco (プリントゴッコ, Purinto Gokko) est un ancien système d'impression de cartes postales développé par Riso Kagaku Corporation (en) sur les principes de la sérigraphie et vendu pour la première fois en 1977. Print Gocco a connu un succès significatif et a vendu plus de 10 millions d'unités au total avant l'arrêt de la production en 2008.
Le système a été développé pour répondre à la coutume japonaise consistant à envoyer des cartes postales du Nouvel An (年賀状, nengajō) à des amis et à des parents.
Le nom de Print Gocco est dérivé du mot japonais gokko (ごっこ), traduisible par«  jeu imaginaire ». Le nom et le design en forme de jouet de Print Gocco proviennent de la conviction du président de Riso Kagaku, Noboru Hayama, de l'importance du jeu. Hayama a déclaré : « Le jeu imaginaire est une source d'éducation intellectuelle et son esprit est [...] un héritage national important. Par conséquent, j'ai décidé d'utiliser le mot « Gocco » dans le nom de ce produit ».

## Procédures opérationnelles de base

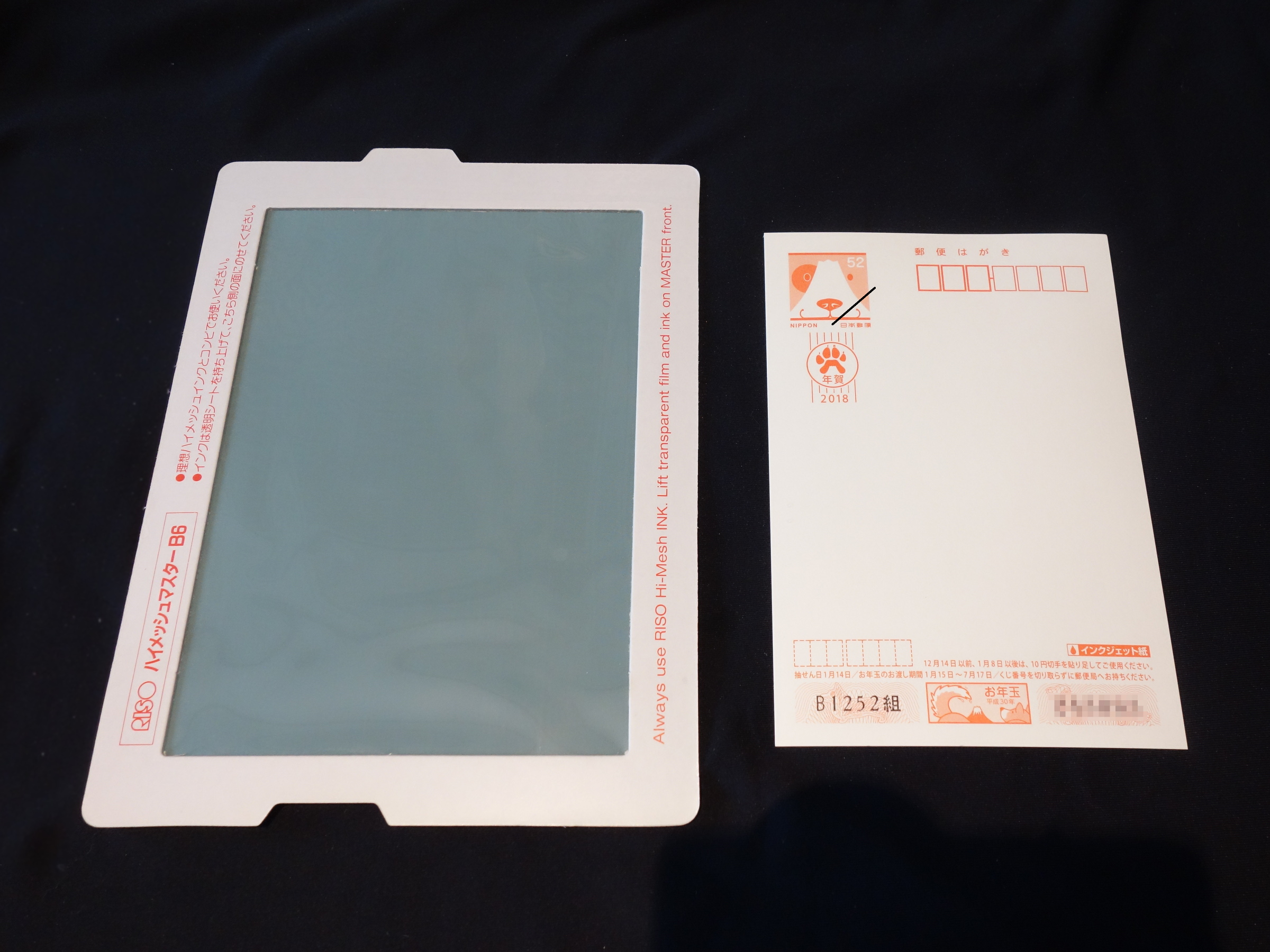
Pochoir blanc.

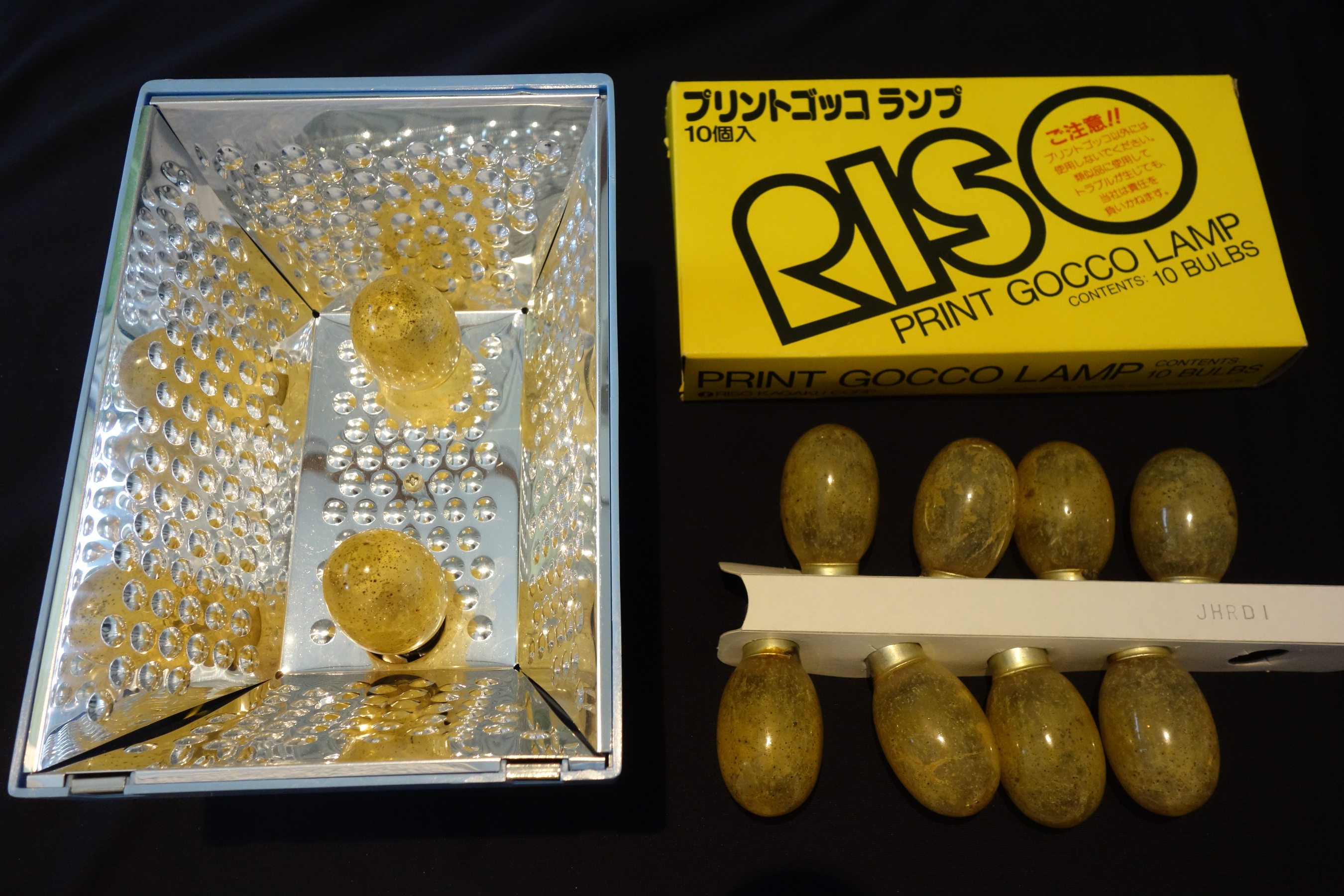
Ampoules flash, utilisées dans la boîte à lumière Print Gocco.

Le procédé Print Gocco est une variante de la sérigraphie ; il incorpore à la fois la conception des pochoirs et l'impression dans une boîte compacte avec un cadre en plastique à charnières.
Le matériel comprenait des écrans vierges exclusifs, constitués d'une fine couche de thermoplastique collée à une maille, maintenue dans un cadre en carton et recouverte d'une pellicule transparente.

### Création du pochoir principal
Les pochoirs Print Gocco sont constitués d’un cadre en carton pris en sandwich entre une fine feuille thermoplastique et une maille perforée.
L'œuvre est préparée sur une carte en support à base de carbone.
Pour produire un pochoir principal, l'utilisateur place sa carte originale sous le maillage. Des ampoules flash sont insérées dans le boîtier de la lampe et positionnées sur l'œuvre d'art. Lorsque les ampoules flash s'allument, la chaleur de ces ampoules est absorbée par le carbone, faisant fondre de minuscules trous dans la feuille thermoplastique où le contact direct avec le carbone est établi, inscrivant de manière permanente l'art original dans l'écran et formant le pochoir définitif. Ce pochoir principal est alors immédiatement prêt à l'emploi.

### Application de l'encre et impression

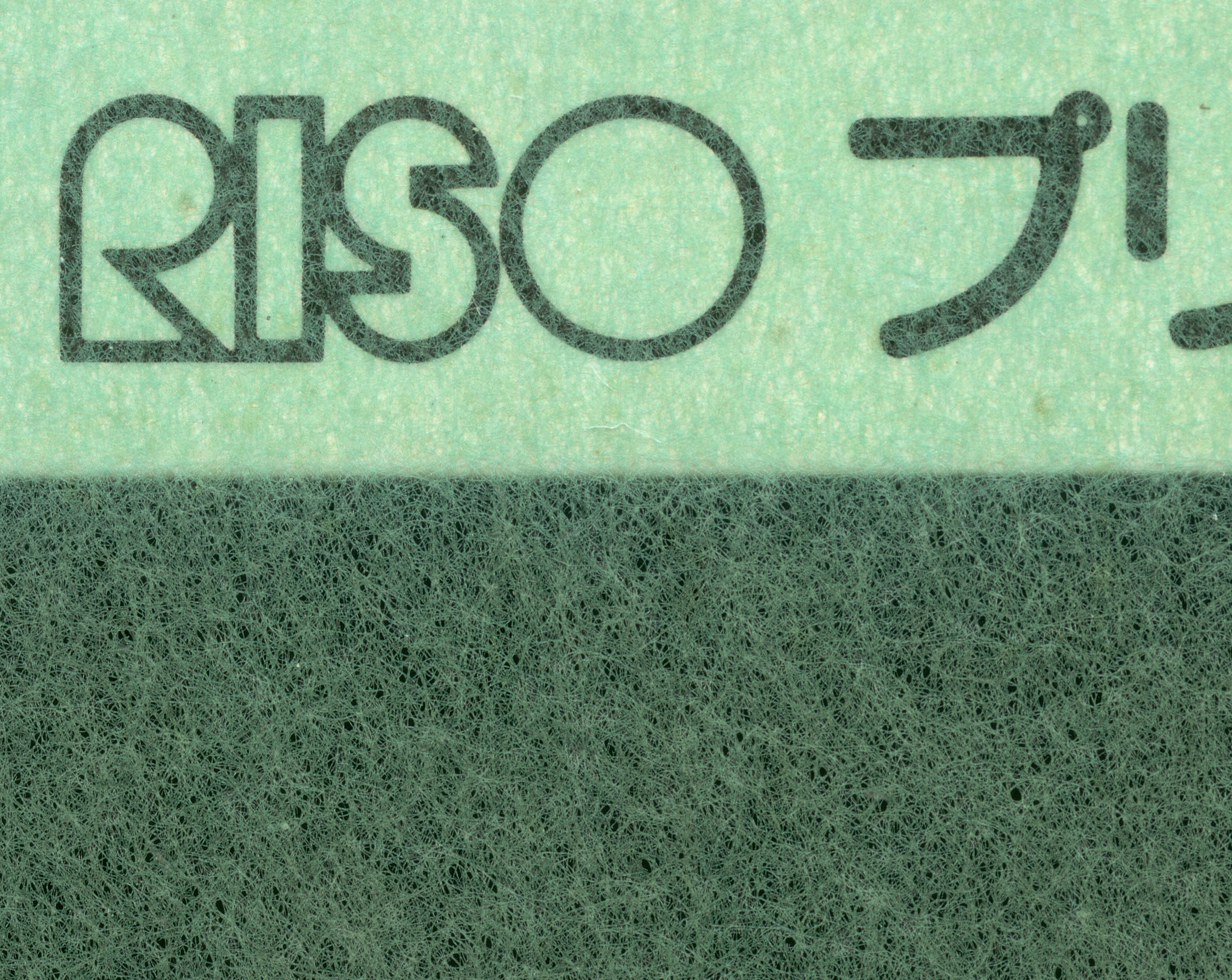
Une vue agrandie d'un pochoir principal Print Gocco.

Une fois le pochoir principal créé, l'utilisateur peut appliquer de l'encre sur sa surface. Cette encre est poussée à travers le pochoir pour créer des impressions. Contrairement à la sérigraphie, l'encre est tamponnée sur le support d'impression, au lieu d'être pressée sur celui-ci. Cette méthode permet à l'utilisateur d'appliquer différentes couleurs d'encre dans différentes zones de l'écran pour produire une image imprimée multicolore. Alternativement, l'utilisateur peut créer plusieurs écrans principaux pour différentes couleurs. Une fois le pochoir principal préparé et l’encre appliquée, l’utilisateur peut commencer l’impression. Les cartes sont insérées sur un bloc sous le pochoir principal. En appuyant sur l'unité Print Gocco, le pochoir principal encré peut alors être estampé sur plusieurs cartes, une à la fois.

## Déclin et abandon
Alors que les ordinateurs personnels et le courrier électronique sont devenus de plus en plus populaires tout au long des années 1990, le marché japonais des cartes postales physiques du Nouvel An a connu une perte considérable. En décembre 2005, Riso Kagaku Corporation (en) annonce qu'elle met fin à la production du système Print Gocco en raison de faibles ventes. Un porte-parole de l'entreprise déclare que « les ventes de [Print Gocco] étaient essentiellement une erreur d'arrondi pour une multinationale dont les revenus se chiffraient en centaines de millions de dollars ». Riso Kagaku Corporation continue néanmoins à fabriquer des pochoirs Print Gocco, des encres et d'autres fournitures pour le système. Aux États-Unis, une campagne Internet a été lancée sous le domaine savegocco.com pour trouver un nouvel emplacement pour le produit.
En juin 2007, Riso Kagaku Corporation annonce un intérêt accru pour Print Gocco au Japon et reprend la production de plusieurs gammes d'unités Print Gocco, qui deviennent disponibles au Japon et dans des magasins de détail d'importation limitée aux États-Unis,.
Malgré cet engoûment, les ventes chutent, tombant à seulement 1 % de leur volume record des années 1990. Le 30 mai 2008, Riso Kagaku Corporation annonce qu'elle cesse à nouveau de fabriquer et de livrer des imprimantes Print Gocco en juin 2008. Elle impute la forte baisse de la demande pour ses imprimantes à l'augmentation de l'utilisation des imprimantes domestiques. Elle souhaite néanmoins continuer à produire des consommables pour les Gocco.
Le 28 décembre 2012, Riso Kagaku Corporation annonce qu'en raison de la baisse des ventes de fournitures Print Gocco, elle arrête définitivement toute fabrication liée à Print Gocco.